# Władimir Biełousow (skoczek narciarski)
Władimir Pawłowicz Biełousow (ros. Владимир Павлович Белоусов, ur. 14 lipca 1946 w Wsiewołożsku) – rosyjski skoczek narciarski reprezentujący Związek Radziecki, złoty medalista olimpijski.

## Kariera
Pochodzi z miasta Wsiewołożsk obok Petersburga. Na arenie międzynarodowej zadebiutował w 1968 podczas igrzysk olimpijskich w Grenoble. Zdobył tam złoty medal na dużej skoczni, wyprzedzając Jiříego Raškę i Larsa Griniego. Został tym samym pierwszym i jak dotąd jedynym medalistą olimpijskim w skokach narciarskich reprezentującym ZSRR lub Rosję. Na tej samej imprezie zajął ósme miejsce na normalnej skoczni, tracąc do zwycięzcy, Jiříego Raški, osiem punktów.
W 1968 zwyciężył także podczas zawodów Holmenkollen Ski Festival jako trzeci i ostatni radziecki skoczek. Triumf ten powtórzył w 1970. W tym samym sezonie zajął także szóste miejsce na normalnej skoczni podczas mistrzostw świata w Wysokich Tatrach. W 1969 wywalczył swój jedyny tytuł mistrza ZSRR. W Turnieju Czterech Skoczni najlepszy występ zaliczył w 17. edycji, kiedy w klasyfikacji generalnej zajął szóstą lokatę. Zajmował kolejno: ósme miejsce w Oberstdorfie, czwarte w Garmisch-Partenkirchen, dziewiętnaste w Innsbrucku oraz dziewiąte w Bischofshofen. Po zakończeniu kariery pracował jako trener.

## Osiągnięcia

### Igrzyska olimpijskie
| Miejsce | Dzień     | Rok  | Miejscowość | Konkurs                         | Wynik     | Strata   | Zwycięzca  |
| ------- | --------- | ---- | ----------- | ------------------------------- | --------- | -------- | ---------- |
| 8.      | 11 lutego | 1968 | Grenoble    | Skocznia normalna indywidualnie | 208,5 pkt | -8.0 pkt | Jiří Raška |
| 1.      | 18 lutego | 1968 | Grenoble    | Skocznia duża indywidualnie     | 231.3 pkt | -        | -          |

### Mistrzostwa świata
| Miejsce | Dzień     | Rok  | Miejscowość  | Konkurs                         | Wynik     | Strata   | Zwycięzca      |
| ------- | --------- | ---- | ------------ | ------------------------------- | --------- | -------- | -------------- |
| 6.      | 14 lutego | 1970 | Vysoké Tatry | Skocznia normalna indywidualnie | 231.8 pkt | -8.8 pkt | Garij Napałkow |